# Lutjanus peru
Lutjanus peru là một loài cá biển thuộc chi Lutjanus trong họ Cá hồng. Loài này được mô tả lần đầu tiên vào năm 1922.

## Từ nguyên
Từ định danh peru được đặt theo tên gọi của quốc gia Peru, nơi mà mẫu định danh của loài cá này được thu thập.

## Phân bố và môi trường sống
L. peru có phân bố tương đối giới hạn trong vùng Đông Thái Bình Dương, từ phía nam bang California (Hoa Kỳ) và vịnh California trải dài về phía nam đến Peru, bao gồm quần đảo Revillagigedo.
L. peru sống trên nền đáy cứng trong rạn san hô, được tìm thấy ở độ sâu độ sâu ít nhất là 80 m.

## Mô tả
Chiều dài cơ thể lớn nhất được ghi nhận ở L. peru là 95 cm, thường bắt gặp với chiều dài trung bình khoảng 50 cm. Loài này có màu đỏ hồng ánh bạc.
Số gai ở vây lưng: 10; Số tia vây ở vây lưng: 13–14; Số gai ở vây hậu môn: 3; Số tia vây ở vây hậu môn: 8.

## Sinh thái
Thức ăn của L. peru bao gồm cá nhỏ và nhiều loài thủy sinh không xương sống khác, như tôm Penaeus californiensis, cua Grimothea planipes, mực Loligo và các loài tôm hạt Myodocopida (lớp Ostracoda).
Số tuổi cao nhất được ghi nhận ở L. peru là 31 năm, thuộc về một cá thể ở phía tây nam vịnh California. Chiều dài thuần thục sinh dục là khoảng 25,45 cm.
Ở La Paz, Baja California Sur, mùa sinh sản của L. peru kéo dài từ tháng 5 đến tháng 7 (một cao điểm sinh sản nhỏ hơn là vào tháng 9), và kéo dài từ tháng 2 đến tháng 9 ở ven bờ bang Guerrero.

## Giá trị
L. peru là một loài thương mại quan trọng ở México và đã được tiến hành trong nuôi trồng thủy sản. L. peru và Lutjanus guttatus là hai loài có sản lượng đánh bắt cao nhất ở Panama, và đây cũng là loài cá hồng quan trọng thứ hai trong nghề cá ở Nicaragua.